# Mentol
Mentolul este un compus organic de sinteză sau care poate fi obținut din unele surse vegetale, precum menta sau izma bună. Este o substanță ceroasă, cristalină, albă sau incoloră, care este solidă în condiții normale de temperatură. Forma principală a mentolului răspândit în mod natural este (−)-mentolul, care are configurația (1R,2S,5R).